# Немнюга (приток Кулоя)
Немнюга — река в Архангельской области, правый приток реки Кулой.
Длина реки — 201 км. Площадь водосборного бассейна насчитывает 3630 км².
Притоки: Шала (Шалта, Корда), Серпа, Парсова, Со́ва, Корба, Берёзов, Чёрная, Баекурья (Буекурья), Кукуй, Ширша, Кумзей, Мылкуй, Херья, Маинская Курья, Пежуй.
К северу от деревни Совполье Немнюгу пересекает мост автодороги «Архангельск — Пинега — Мезень».
Название Немнюга соотносится с приб.-фин. niemi — мыс. Однако, в саамских говорах Русского Севера бытовал свой термин niemi, родственный прибалтийско-финскому. Также из исторических источников известно, что поселения на «мезенской» Немнюге в XVI—XVII веках относились к Кевро́ле, близ которой известна пинежская Немнюга, поэтому нельзя исключить возможности переноса названия.